# 铁甲舰

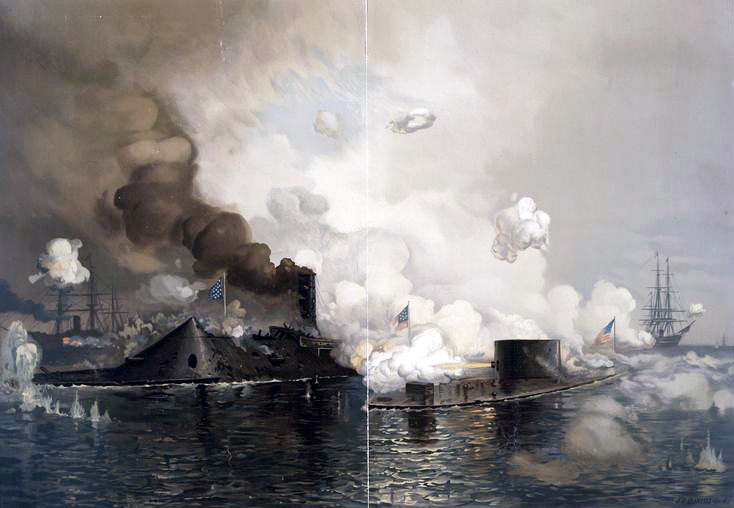
首場鐵甲艦之間的海戰：美利堅邦聯維吉尼亞/梅里馬克號（CSS Virginia/Merrimac）（左）對抗美國莫尼特號（USS Monitor），於1862年漢普頓錨地海戰。

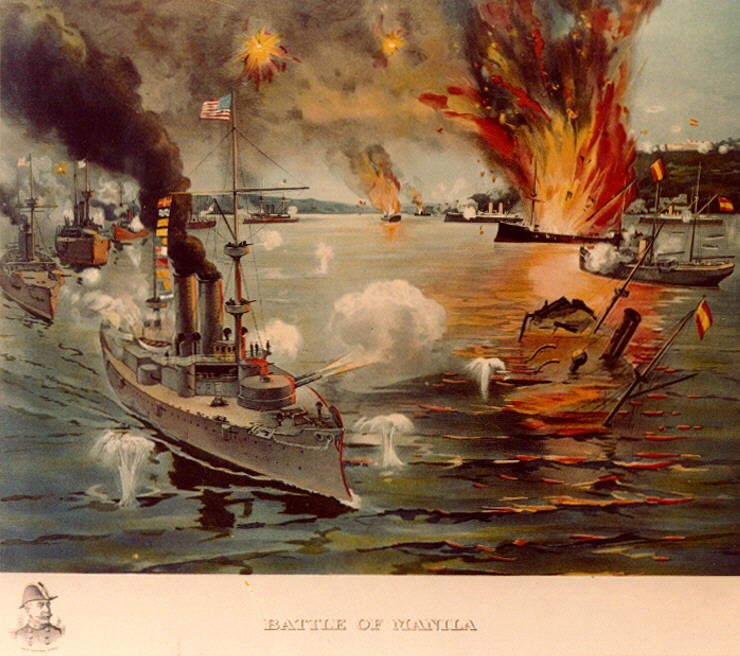
美西戰爭之馬尼拉海戰鐵甲艦

鐵甲艦，又称裝甲艦，是19世紀下半葉早期开始，外覆有堅硬的鐵或鋼製裝甲，可能附帶有動力裝置的一種軍艦，並流行至前無畏艦後沒落。
由於木造軍艦無力抵禦炮彈的轟炸，早期各國海軍都是以大量戰艦的近距肉搏來打海戰，工業化之後鋼鐵產能與冶金技術的大大提高，堅固的鐵甲艦便應運而生。1859年11月，由法國海軍領銜的全球第一艘主力鐵甲戰艦光榮號首度啟航。英國皇家海軍自1856年起籌劃發展裝甲戰艦，1857年順利擬定裝甲護衛艦草稿圖，1859年初皇家海軍則選擇打造二艘鐵甲巡防艦，並於1861年決議朝全裝甲艦隊發展。在美國內戰期間鐵甲艦首度交鋒後，帆船時代無裝甲（木質船殼）的戰列艦已明顯居於弱勢，鐵甲艦便取代之，躍身成為海戰中最強大的船艦。此類型的船艦後來甚至主宰美國內戰。
十九世紀晚期軍艦設計的急遽發展，使鐵甲艦從木造船身外敷薄铁皮，发展为钢木混合装甲至最后全钢装甲；动力由揚帆蒸汽機混合，发展为全机械动力；火炮由舷侧布置，发展出不同方位的砲台，从此海軍換裝开始投入機械化。鐵甲艦時代的快速發展，意味著許多船隻完工之際便面臨過時與淘汰，以及海戰兵法正是突飛猛進的時候。許多新造的鐵甲艦都裝有過去不曾出現的撞角或魚雷，眾多軍艦設計師視之為海戰時的關鍵武器。遠距火炮更是鐵甲艦時代提升性能最大的武器，此轉變應歸功於重型艦炮的研製（1880年代的鐵甲艦已架有重型砲械可於航海時作戰）、越為先進精密的高速蒸汽機，以及冶煉技術的日新月異，使得鋼鐵造船搭載重砲變為可行。但较前無畏艦，操舵、火炮旋转与装填仍需大量人力操作，后随电力与液力等辅机的普及，发展出带有全封闭装甲旋转炮塔的前无畏舰，最終將作戰系統集於一身，形成集大成的无畏舰，無畏艦誕生後，新型船艦也不斷朝大艦巨砲方向發展，有着更强大的作戰能力。
鐵甲艦发展时代比較模糊，是在前無畏艦出現之前的列強海軍主力，发展至末期漸具有前无畏级战舰雏形。鐵甲艦時代並沒有明確的結束界線，但約莫1890年代末時「鐵甲艦」一詞已經極少為人所用，這是因為海軍的持續演進所致，使得無裝甲的軍艦幾乎已經絕跡，大多称呼为裝甲巡洋艦。

## 鐵甲艦的出现
19世纪上半叶造船业的发展，使得装甲船在技术上变得可行，在战术上也变得必要。海军史学家J·理查德·希尔少將主張，“（鐵甲艦）有三个主要特征：金属外壳、蒸汽动力(足夠的動力)和能够发射爆炸性炮弹的主要火炮武器。只有当这三个特征都具备时，軍舰才能被称为鐵甲艦。”

### 蒸氣動力
在18世纪和19世纪早期，海军舰队主要依靠两种大型战舰，即战列舰和护卫舰，蒸汽动力推进首先被引入这些船只。明轮战舰自1830年开始在上使用，但直到1840年螺旋桨之采用后，大型战舰才开始可以使用蒸汽推进。
拿破仑三世渴望在欧洲获取更大的影响力，为此需要在海上挑战英国，引起了海军的变化。1840年代中，螺旋桨驱动的蒸汽式护卫舰开始被建造。至1840年代末，法国海军将蒸汽驱动引入战列线。1850年，法国建造出世界第一艘以蒸汽机为辅助动力装置的战列舰——拿破仑号。1853年至1856年的克里米亚战争，奠定了蒸汽装甲战舰在近代海军舰队中举足轻重的统治地位。

蒸汽轮船的引进导致了法国和英国之间的造舰竞赛。法国歷时十年建造了拿破仑号的八艘姊妹船，但英国很快获得领先地位。法国总共建造了10艘新的木制蒸汽战舰，其中28艘是由老式战舰改装而成，而英国则建造了18艘，改装了41艘。

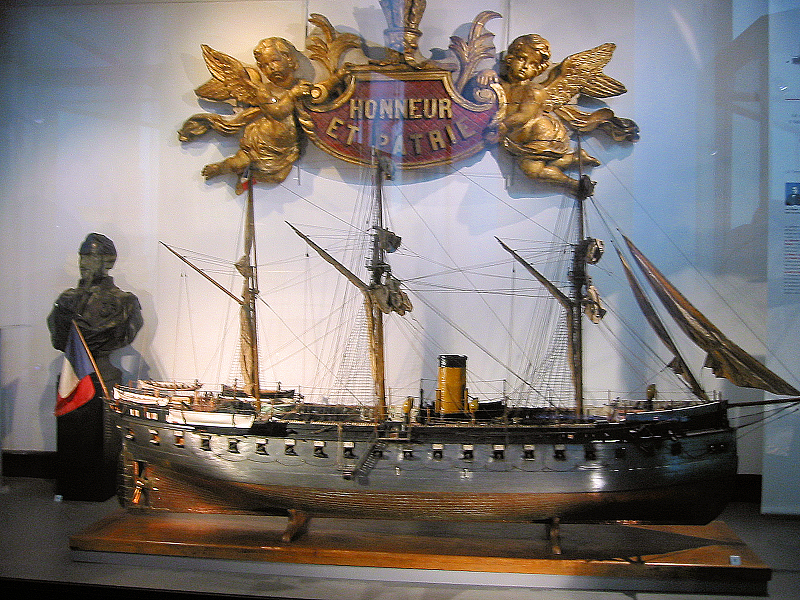
光榮號鐵甲艦(1859年)
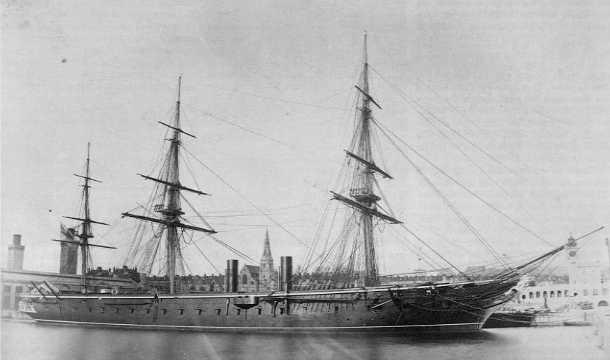
勇士號鐵甲艦(1860年)
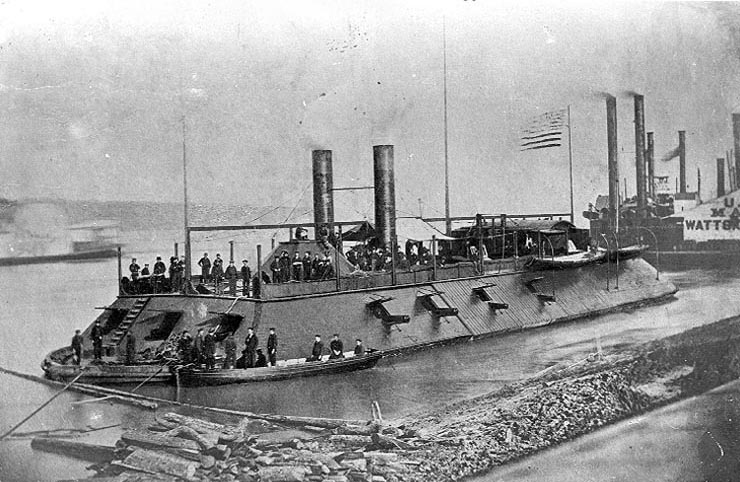
開羅號鐵甲艦(1861年)
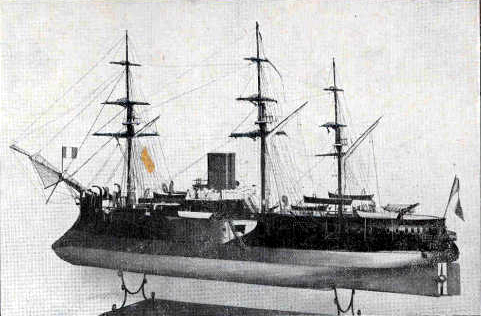
可畏號鐵甲艦(1876年)

### 爆炸性炮弹
新的、更强大的海军大炮使得木制蒸汽船的时代转瞬即逝。在1820年代和1830年代，军舰开始装备越来越重的炮，风帆战列舰上用32磅炮取代了18磅和24磅炮，并在汽船上引进了68磅炮。随后，首批能够发射爆炸性炮弹之舰炮在法国人亨利約瑟夫·匹希斯的改进后被引入，到1840年代，这类舰炮已经成为法国海军、皇家海军、俄罗斯帝国海军和美国海军成为海军标准武器之一。爆炸性炮弹的威力在当时被认为可以粉碎木船体，宣告了木船体战舰的终结，正如俄罗斯在锡诺普战役中摧毁奥斯曼帝国的一个中队所证明的那样。但是对木制船只更实际的威胁来自传统火炮发射的炽热子弹，这种子弹可能滞留在木制船只的船体内，引起火灾或弹药爆炸。 一些海军甚至尝试用充满熔融金属的空心弹来增加燃烧能力。

### 鐵質裝甲
用铁代替木头作为船体的主要材料始于19世纪30年代，最初只是钉在木制船壳外的薄层，目的是防腐、阻止海洋生物生长和利于清理。第一艘铁壳軍舰是复仇女神号炮艇，由約翰·萊爾德父子公司的伯肯黑德鋼鐵廠于1839年为英国东印度公司建造。萊爾德为墨西哥海军于1842年建造了蒸汽护卫舰瓜德罗普号和蒙特祖马号，后者成为首批全面成熟的带有金属船体的军舰。铁壳虽然不像木壳那样容易受到火力或致命的破坏，却不能像裝甲一样提供對敌人炮火的保護。1843年，美国海军的第一艘铁军舰密歇根号在五大湖区下水。这艘开拓性的铁壳蒸汽动力船在这个相对平静的地区服役了70年。
開花弹在锡诺普海战中展示了對木船的破壞力，拿破仑三世担心法國的軍舰在克里米亚战争中会受到俄国岸防的匹希斯炮的攻击，于是下令发展淺水浮動炮台，装备重炮並用重装甲防護。

## 經典戰役
1859年，法国建造的5630吨光榮號战列舰下水。1860年，英国建造了9137吨的勇士号铁甲舰。这两艘军舰外面包覆铁质装甲，被视作世界上最初的两艘蒸汽装甲舰。美国南北战争期间，美国北方海军小型装甲炮舰莫尼特号首次采用了封闭的回旋式炮塔。它与南方邦联海军維吉尼亞號装甲舰之间发生了首次近代意义上的海上炮战——1862年的漢普頓錨地海戰。
1873年，英国建成蹂躏号战舰，该舰已废除使用风帆的传统，成为世界海军史上第一艘纯蒸汽动力战列舰。到19世纪70年代，世界各海军强国的蒸汽装甲战列舰已达到较高的水平。蒸汽机不仅为军舰提供了推进动力，而且蒸汽还被用于操纵舵系统、锚泊系统、转动装甲系统、装填弹药、抽水及升降舰载小艇等。大型蒸汽装甲战列舰的排水量达到8000至9000吨，推进功率达到6000至8000匹马力。

### 其它战役
- 利薩海戰 (1866年)
- 馬江海戰
- 南北戰爭
- 甲午戰爭

## 現今
現今許多鐵甲艦都受到整修、維護，作為博物館館藏船。
- 英国皇家海军勇士號：原為英國皇家海軍軍艦，現經徹底維修，收藏於英國樸茨茅斯的博物館。
- 美国海军开罗号：屬美國海軍，現展出於密西西比州维克斯堡国家军事公园。
- 諾斯洛普·格魯門公司在紐波特紐斯依原尺寸仿製了莫尼特号。複製品於2005年2月動工，二個月後完成。
- 荷兰皇家海军巴佛号：現展於鹿特丹海事博物館。
- 荷兰皇家海军蝎子号：现为登海尔德的馆藏船。

### 引用
1. 1 2  Hill（2000年），第17页
2. ↑  Sondhaus, Lawrence. 《海戰1815–1914》(Naval Warfare 1815–1914) ISBN 978-0-415-21478-0, pp. 73–4.
3. ↑  Sondhaus, p. 86.
4. ↑  Lambert, A. "The Screw Propellor Warship", in Gardiner Steam, Steel and Shellfire pp. 30–44.
5. ↑  Sondhaus, Naval Warfare 1815–1914 pp. 37–41.
6. ↑  Hill（2000年），第25页
7. ↑  Lambert, A. "The Screw Propellor Warship", in Gardiner Steam, Steel and Shellfire pp. 30–44.
8. ↑  Lambert, A. "The Screw Propellor Warship", in Gardiner Steam, Steel and Shellfire pp. 30–44.
9. ↑  Sondhaus, Naval Warfare 1815–1914 p. 58.
10. ↑  Lambert, A. Battleships in Transition, Conway Maritime Press, London, 1984. ISBN 0-85177-315-X. pp. 94–5.
11. ↑  : 70.

### 書目
- Eugène M. Koleśnik, Roger Chesneau, N. J. M. Campbell. Conway's All the World's Fighting Ships 1860–1905.  英國康威海事出版社 (Conway Maritime Press), 1979.  ISBN 978-0-8317-0302-8.
- Archibald, EHH (1984). The Fighting Ship in the Royal Navy 1897–1984. Blandford. ISBN 978-0-7137-1348-0.
- Ballard, George, The Black Battlefleet. 美國航海學會出版社 (Naval Institute Press), 1980. ISBN 978-0-87021-924-5.
- Baxter, James Phinney III (1933), The Introduction of the Ironclad Warship, 哈佛大學出版社, 1933.
- Beeler, John, Birth of the Battleship: British Capital Ship Design 1870–1881. Caxton, 倫敦, 2003. ISBN 978-1-84067-534-4
- Brown, DK (2003).  Warrior to Dreadnought: Warship Development 1860–1905.  Caxton Editions.  ISBN 978-1-84067-529-0.
- 羅伯·加德納 (Robert Gardiner) 和 安德魯·蘭伯特(Andrew Lambert). . Book Sales. 2001. ISBN 0-7858-1413-2.
- Canney, Donald L The Old Steam Navy, The Ironclads, 1842–1885. Naval Institute Press, 1993
- Greene, Jack and Massignani, Alessandro. . Combined Publishing. 1998. ISBN 0-938289-58-6.
- Hill, Richard,  [铁甲舰时代的海上战争], London: Cassell, 2000, ISBN 978-0-304-35273-9
- Jenschura Jung & Mickel, Warships of the Imperial Japanese Navy 1869–1946, ISBN 978-0-85368-151-9
- Kennedy, Paul M. The Rise and Fall of British Naval Mastery. Macmillan, London, 1983. ISBN 978-0-333-35094-2.
- 安德魯·蘭伯特(Andrew Lambert) Battleships in Transition: The Creation of the Steam Battlefleet 1815–1860. Conway Maritime Press, London, 1984. ISBN 978-0-85177-315-5.
- Lyon, David and Winfield, Rif: The Sail and Steam Navy List, 1815–1889, Chatham Publishing, 2004. ISBN 978-1-86176-032-6.
- Noel, Gerard et al., The Gun, Ram and Torpedo, Manoeuvres and tactics of a Naval Battle of the Present Day, 2nd Edition, pub. Griffin 1885.
- Northrop Grumman Newport News, Northrop Grumman Employees Reconstruct History with USS Monitor Replica. 2007-05-21查閱.
- 愛德華·詹姆斯·里德 (Edward James Reed) Our Ironclad Ships, their Qualities, Performance and Cost. John Murray, 1869.
- Sondhaus, Lawrence. Naval Warfare 1815–1914. 洛特列治 (Routledge), 倫敦, 2001. ISBN 978-0-415-21478-0.
- Sandler, Stanley. Emergence of the Modern Capital Ship, 特拉華州紐瓦克, 聯合大學出版, 1979.

## 外部連結
- 铁壁铧嘴海鹘